# Beatmusik
Beatmusik er elektrisk forstærket rytmisk musik, der har en enkel grundrytme med tydelige markeringer på 2. og 4. slag i takten, som vandt sin udbredelse i slutningen af 1960'erne. I Danmark var beatgrupperne  Young Flowers, Burnin Red Ivanhoe og Savage Rose dominerende i slutningen af 1960'erne og starten af 1970'erne. I slutningen af 1960'erne kaldtes denne musikform også med det nedsættende udtryk for pigtrådsmusik.